# 黑鬚馬偕
《黑鬚馬偕》（Mackay─The Black Bearded Bible Man），是由台灣作曲家金希文及編劇邱瑗創作的三幕歌劇，以台、英語演唱。2002年文建會委託兩人以台灣在地故事為背景創作歌劇，於是以馬偕博士的生平事跡的歌劇成型。在台湾两厅院董事長陳郁秀女士策劃下，《福爾摩沙信簡——黑鬚馬偕》于2008年11月27日至2008年11月30日在國家戲劇院首演。

## 角色
| 角色                   | 聲部     | 首演陣容 (指揮:簡文彬) |
| ---------------------- | -------- | ---------------------- |
| 馬偕                   | 男中音   | 湯瑪士‧梅格蘭札        |
| 張聰明（馬偕之妻）     | 女高音   | 陳美玲                 |
| 嚴清華（馬偕首位學生） | 男高音   | 崔勝震                 |
| 吳老爹（吳益裕之父）   | 男中音   | 陳榮貴                 |
| 吳益裕                 | 男低音   | 廖聰文                 |
| 林孽／葉順             | 男中音   | 林中光                 |
| 母親／陳塔嫂           | 次女高音 | 翁若珮                 |
| 長水嫂                 | 女高音   | 林鄉雨                 |
| 莽夫／林伓             | 男中音   | 蔡維恕                 |
| 劉大人                 | 男中音   | 許逸聖                 |
| 王長水                 | 男高音   | 孔孝誠                 |
| 伴奏                   | 伴奏     | 國家交響樂團           |
| 合唱                   | 合唱     | 台北愛樂合唱團         |

## 劇情大綱

### 第一幕

#### 第三景：落腳淡水 與牧童學台語
1872年，馬偕來到台灣，立志宣揚基督教，來到台灣的他並沒有住在洋人樓，而是住在破舊的小屋中學習台語，但因洋人面孔使得馬偕一開始在台的生活並不順利，為了學習台語且與村民互動，馬偕用了懷錶引起了牧童的好奇心，進一步與他們打成一片，對這位"黑鬍番"感到好奇的嚴清華，在領悟了馬偕來台的所要進行的志業後大受感動，他告訴馬偕他不怕任何窮苦，願意多學習道理，成為了馬偕的首位學生。
可以輕鬆與牧童互動後，馬偕此時也發現，醫療也能成為讓他進入這個社群的好方法。

### 第二幕 突破與融入

#### 第一景：衝突
馬偕所帶來的基督教與醫學，對當時的台灣人民是陌生的，早期對於怪病莫過於求神問卜將符水當成藥方喝下肚，吳益裕的小妹身染怪病，益裕知道若將小妹給馬偕醫治必定會引發家庭革命，但為求妹妹活命還是將其送往，此舉引來了父親及親友的不解，馬偕成了眾所矢之的對象甚至受到了暴力相待，幸好馬偕以拯救更多性命來化解這些衝突及誤解。

#### 第二景：牛津學堂
馬偕從行醫做起，興建醫館、教堂與學校，在過程中馬偕及其夥伴們與當地的宗教信仰及教育概念總引發爭議，信徒們有時也對馬偕所做的事產生疑惑，但在嚴清華與妻子張聰明的信念堅定之下，馬偕的理想終於得到更多認同。

### 第三幕

#### 第一景：避走海外  戰地鐘聲
中法戰爭爆發，當地居民因當地港口被法國軍隊封鎖，且無法分辨“番仔”的差異，認定馬偕與法國人有曖昧，吃裡扒外的出賣大家，憤怒使他們砸毀教堂、醫館學校等設施，學生及教友們見狀況惡劣，請馬偕先暫時走避香港。

#### 第二景：告別馬偕  天國鐘聲
馬偕從香港回台時，港口被法軍封鎖，無法登陸，他懊悔著沒在最艱難的時刻與學生們待在台灣，同時也了解到他對台灣這塊土地的用情之深，以及無法割捨的思念，當他終於回到台灣後，蒙主承召時誓言『台灣是他永恆的家』。

## 製作團隊
- 製作人／陳郁秀
- 作曲／金希文
- 編劇／邱瑗
- 導演及舞台燈光設計／路卡斯‧漢柏（法语：Lukas Hemleb）
- 指揮／簡文彬
- 音樂顧問／朱蕙心
- 技術總監／王孟超
- 服裝設計／蔡毓芬
- 舞蹈設計／吳碧容
- 多媒體設計／王俊傑
- 化妝設計／連士良

## 外部連結
- 福爾摩沙信簡——黑鬚馬偕 （页面存档备份，存于）
- NSO樂多部落格─劇本搶先看（國立中正文化中心） （页面存档备份，存于）